# زبان فالا
زبان فالا زبانی پرتغالی-گالیسی است که در اسپانیا در شمال غرب اکسترامادورا و در مجاورت مرز پرتغال در حدود ده هزار تن گویشور دارد. متکلمین این زبان در مناطق اکسترامادورا و نیز دهکده الخاس بسر می‌برند. این زبان خصوصیات مشترک زیادی با زبان لئونی دارد. این زبان جنبه رسمی ندارد و بمیزان اندک در مدارس و کلیساهای آن مناطق رواج دارد.